# Lettische Badmintonmeisterschaft 1991
Die Lettische Badmintonmeisterschaft 1991 fand in Riga statt. Es war die 28. Auflage der nationalen Titelkämpfe von Lettland im Badminton, zu dieser Zeit noch als Meisterschaft der Sowjetrepublik.

## Titelträger
| Disziplin    | Sieger                            |
| ------------ | --------------------------------- |
| Herreneinzel | Vladimirs Uļjanovs                |
| Dameneinzel  | Kristīne Tīruma                   |
| Herrendoppel | Vladimirs Uļjanovs Jānis Kalniņš  |
| Damendoppel  | Ginta Skrebele Gunta Karnupa      |
| Mixed        | Vladimirs Uļjanovs Ginta Skrebele |